# Quinten Bossche
Quinten Bossche (Oostende, 23 juni 1994) is een Belgisch jetskiër.

## Levensloop
In 2017 en 2021 werd Bossche wereldkampioen in de jetski GP1 en in 2018 won hij er brons.
In oktober 2019 had hij een zwaar ongeluk tijdens een oefenrit voor de wereldbeker in Lake Havasu City, waarbij frontaal botste op een andere jetskiër. Daarbij liep hij verschillende breuken op aan de enkel en het scheenbeen.